# Robert Stirling

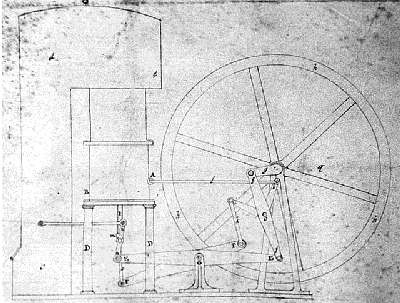
Desenho da patente do Motor Stirling

Robert Stirling (25 de outubro de 1790 – 6 de junho de 1878) foi um pastor escocês e inventor do motor Stirling. Stirling nasceu em Cloag Farm perto de Methven, Perthshire e herdou do seu pai o interesse pela engenharia. Estudou teologia na Universidade de Edinburgh e na Universidade de Glasgow e tornou-se ministro da Igreja da Escócia. A 10 de julho de 1819 se casou com Jean Rankin com quem teve 7 filhos.

## Motor Stirling
Auxiliado pelo seu irmão James Stirling, inventou e patenteou o motor Stirling que consiste na produção de trabalho através da variação da temperatura de um determinado gás, ou seja, através da expansão e contração desse mesmo gás que provoca o movimento de dois êmbolos que se encontram ligados a um eixo comum.